# Marcel Cerdan
Marcellin Cerdan (Sidi Bel Abbes, 22 de julio de 1916 - São Miguel, 28 de octubre de 1949) fue un boxeador francés nacido en Argelia y de origen español, que se consagró campeón del Mundo de la categoría de los pesos medios. Es miembro del Salón Internacional de la Fama del Boxeo.

## Biografía

### Primeros años
Nacido en el barrio «Pequeño París» de Sidi-Bel-Abbès (Argelia) el 22 de julio de 1916 y fallecido el 28 de octubre de 1949 en São Miguel (Azores). Era el cuarto hijo de unos padres jornaleros que eran pieds-noirs de origen español, oriundos de Aspe (Alicante): Antonio Cerdán (1880-1946) y su esposa Asunción Cascales (1886-1942).
En 1922, su familia se instala en Casablanca (Marruecos) y el joven Marcel comienza a boxear a los 8 años de edad. A los 18 tiene su primer combate profesional en Meknes. Debuta en París en la Salle Wagram. En los años 1940 se ganó el apodo de «El Bombardero de Marruecos». Después de haber ganado los títulos francés y europeo, gana el campeonato del mundo de los pesos medios al vencer a Tony Zale (llamado a su vez "El Rey del ko" el 21 de septiembre de 1948, por detención del combate por el árbitro en el duodécimo asalto. Fue derrotado por Jake LaMotta en Detroit, el 16 de junio de 1949. Se programó una revancha para el 2 de diciembre de 1949 en el Madison Square Garden.

### Vida familiar
El 27 de enero de 1943 se casó con otra francesa de origen español, Marinette López, con quien tuvo tres hijos: Marcel Jr. (4 de diciembre de 1943), René (1 de abril de 1945) y Paul (1 de octubre de 1949). A pesar de ello, en su momento de mayor fama mantuvo una relación amorosa con la cantante Édith Piaf, desde el verano de 1948 al otoño de 1949 cuando él falleció.

### Su muerte
El 27 de octubre de 1949 se subió a bordo de un Lockheed Constellation F-BAZN, que hacía el trayecto París-Nueva York, para reencontrarse con Édith Piaf y entrenarse para la revancha contra Jake LaMotta. El avión se estrelló la noche del 27 al 28, sobre el Pico da Vara, una montaña de la isla de São Miguel, en el archipiélago de las Azores. No hubo ningún superviviente de los 48 pasajeros del avión. Aparte de la de Cerdan, se registró la pérdida, entre los fallecidos, de la violinista Ginette Neveu y del pintor Bernard Boutet de Monvel. Los restos de Marcel Cerdan fueron inhumados en Marruecos y trasladados, en 1995, al Cementerio Sud de Perpiñán.